# Phanerochaete burtii
Phanerochaete burtii är en svampart som först beskrevs av Romell ex Burt, och fick sitt nu gällande namn av Erast Parmasto 1967. Phanerochaete burtii ingår i släktet Phanerochaete och familjen Phanerochaetaceae.   Inga underarter finns listade i Catalogue of Life.